# Bernard Jan Gratama

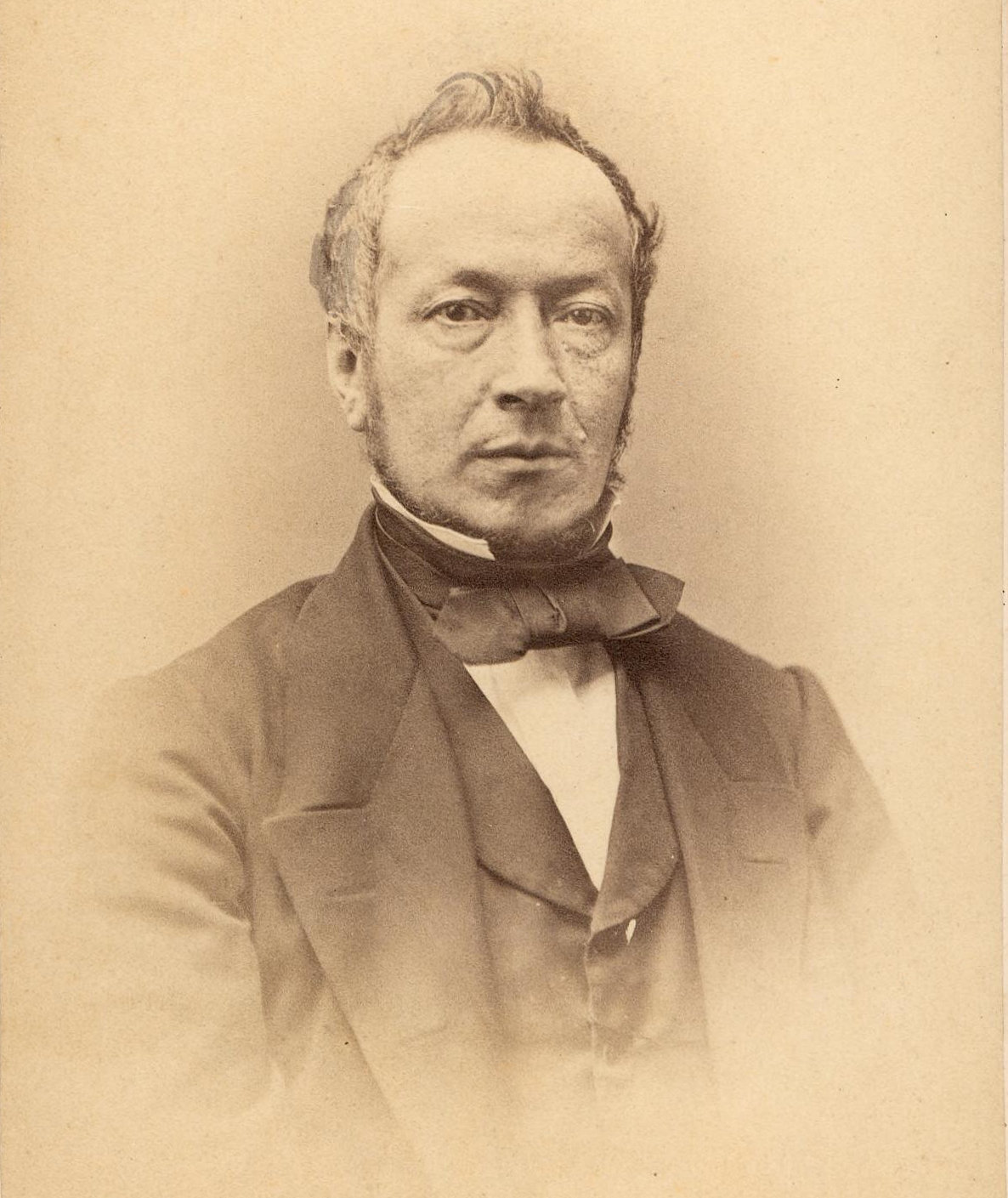
Bernard Jan Gratama (1822-1886)

Bernard Jan Gratama (Assen, 7 september 1822 - Delft, 26 juni 1886) was een Nederlands rechtsgeleerde en hoogleraar.
Prof. mr. Gratama komt uit een familie van juristen. Hij was een zoon van mr. Sibrand Gratama, rechter en burgemeester van Assen, en een kleinzoon van prof. dr. Seerp Gratama, advocaat en hoogleraar rechtswetenschap. Gratama trouwde in 1852 in Zierikzee met jkvr. Everdina Johanna de Jonge (1822-1878). Hun zoon Seerp Gratama werd rechtshistoricus en rijksarchivaris van Drenthe.
Gratama was substituut-officier van justitie laatst te Leiden, referendaris Dept. van Justitie. Hij werd in 1858 hoogleraar in Groningen; Was hoogleraar Natuurrecht, Strafrecht en Rechterlijke Organisatie (1858-1877) en later hoogleraar Wijsbegeerte van het Recht, Strafrecht en Strafvordering (1877-1884). Gratama publiceerde in 1871 zijn boek Verband tusschen godsdienst en regt.
Gratama had veel invloed op Alexander de Savornin Lohman, de latere stichter van de Christelijk-Historische Unie. Hoewel hij in het begin betrokken was bij de opbouw van de anti-revolutionaire beweging, nam hij toch enige afstand toen de militante Abraham Kuyper daar een dominante positie ging innemen.
F.H. Bach schilderde zijn portret voor de senaatskamer in het Academiegebouw van de Groninger universiteit. In de Korrewegwijk in Groningen werd de Gratamastraat naar hem vernoemd.